# Tour de Turquía 2017
La 53.ª edición del Tour de Turquía (nombre oficial: Presidential Cycling Tour of Turkey) fue una carrera de ciclismo en ruta por etapas que se celebró entre el 10 y el 15 de octubre de 2017 en Turquía con inicio en la ciudad de Alanya y final en la ciudad de Estambul sobre un recorrido de 1026,3 km.
La carrera formó parte del UCI WorldTour 2017, siendo la trigésima sexta competición del calendario de máxima categoría mundial.

## Recorrido
El Tour de Turquía dispuso de un recorrido total de 1026,3 kilómetros iniciando desde la ciudad costera de Alanya en la región mediterránea, cubriendo por 6 etapas hasta finalizar en la ciudad de Estambul.

## Equipos participantes
Tomaron parte en la carrera 13 equipos: 4 de categoría UCI ProTeam, 8 de categoría Profesional Continental y el equipo nacional de Turquía. Formaron así un pelotón de 104 ciclistas de los que acabaron 93. Los equipos participantes fueron:
| WorldTeams (4)- Astana - Bora-Hansgrohe - Trek-Segafredo - UAE Team Emirates Equipos continentales profesionales (8)- Androni Giocattoli - Bardiani CSF - Caja Rural-Seguros RGA - CCC Sprandi Polkowice - Gazprom-RusVelo - Soul Brasil - WB-Veranclassic-Aqua Protect - Wilier Triestina-Selle Italia Equipo nacional- Turquía |
| |

## Etapas
| Etapa     | Fecha     | Recorrido           | type                   | Distancia (km) | Ganador       | Líder        |
| --------- | --------- | ------------------- | ---------------------- | -------------- | ------------- | ------------ |
| 1.ª etapa | 10 de oct | Alanya – Kemer      | etapa llana            | 176,7          | Sam Bennett   | Sam Bennett  |
| 2.ª etapa | 11 de oct | Kumluca – Fethiye   | etapa escarpada        | 206            | Sam Bennett   | Sam Bennett  |
| 3.ª etapa | 12 de oct | Fethiye – Marmaris  | etapa escarpada        | 128,6          | Sam Bennett   | Sam Bennett  |
| 4.ª etapa | 13 de oct | Marmaris – Selçuk   | etapa de montaña       | 205,3          | Diego Ulissi  | Diego Ulissi |
| 5.ª etapa | 14 de oct | Selçuk – Esmirna    | etapa de media montaña | 166            | Sam Bennett   | Diego Ulissi |
| 6.ª etapa | 15 de oct | Estambul – Estambul | etapa llana            | 143,7          | Edward Theuns | Diego Ulissi |

## Desarrollo de la carrera

### 1.ª etapa
| \| Clasificación de la etapa \| Clasificación de la etapa \| Clasificación de la etapa \| Clasificación de la etapa \| Clasificación de la etapa \| \| Ciclista \| Ciclista \| Equipo \| Tiempo \| \| \| ------------------------- \| ------------------------- \| ----------------------------- \| ------------------------- \| ------------------------- \| \| 1.º \| Sam Bennett \| Bora-Hansgrohe \| 3 h 57 min 26 s \| \| \| 2.º \| Marco Benfatto \| Androni-Sidermec-Bottecchia \| + 0 s \| \| \| 3.º \| Edward Theuns \| Trek-Segafredo \| + 0 s \| \| \| 4.º \| Federico Zurlo \| UAE Team Emirates \| + 0 s \| \| \| 5.º \| Matteo Pelucchi \| Bora-Hansgrohe \| + 0 s \| \| \| 6.º \| Riccardo Minali \| Astana \| + 0 s \| \| \| 7.º \| Simone Consonni \| UAE Team Emirates \| + 0 s \| \| \| 8.º \| Jonas Koch \| CCC Sprandi Polkowice \| + 0 s \| \| \| 9.º \| Eduard Prades \| Caja Rural-Seguros RGA \| + 0 s \| \| \| 10.º \| Manuel Belletti \| Wilier Triestina-Selle Italia \| + 0 s \| \| |                 |                               |                 |
| |                 |                               |                 |
| Fuente: ProCyclingStats |                 |                               |                 |
| Clasificación de la etapa |                 |                               |                 |
| Ciclista | Ciclista        | Equipo                        | Tiempo          |
| 1.º | Sam Bennett     | Bora-Hansgrohe                | 3 h 57 min 26 s |
| 2.º | Marco Benfatto  | Androni-Sidermec-Bottecchia   | + 0 s           |
| 3.º | Edward Theuns   | Trek-Segafredo                | + 0 s           |
| 4.º | Federico Zurlo  | UAE Team Emirates             | + 0 s           |
| 5.º | Matteo Pelucchi | Bora-Hansgrohe                | + 0 s           |
| 6.º | Riccardo Minali | Astana                        | + 0 s           |
| 7.º | Simone Consonni | UAE Team Emirates             | + 0 s           |
| 8.º | Jonas Koch      | CCC Sprandi Polkowice         | + 0 s           |
| 9.º | Eduard Prades   | Caja Rural-Seguros RGA        | + 0 s           |
| 10.º | Manuel Belletti | Wilier Triestina-Selle Italia | + 0 s           |

| \| Clasificación general \| Clasificación general \| Clasificación general \| Clasificación general \| Clasificación general \| \| Ciclista \| Ciclista \| Equipo \| Tiempo \| \| \| --------------------- \| --------------------- \| ----------------------------- \| --------------------- \| --------------------- \| \| 1.º \| Sam Bennett \| Bora-Hansgrohe \| 3 h 57 min 16 s \| \| \| 2.º \| Marco Benfatto \| Androni-Sidermec-Bottecchia \| + 4 s \| \| \| 3.º \| Edward Theuns \| Trek-Segafredo \| + 6 s \| \| \| 4.º \| Vincenzo Albanese \| Bardiani CSF \| + 7 s \| \| \| 5.º \| Francesco Gavazzi \| Androni-Sidermec-Bottecchia \| + 7 s \| \| \| 6.º \| Diego Ulissi \| UAE Team Emirates \| + 8 s \| \| \| 7.º \| Flavio Cardoso \| Soul Brasil \| + 8 s \| \| \| 8.º \| Alex Turrin \| Wilier Triestina-Selle Italia \| + 9 s \| \| \| 9.º \| Muhammet Atalay \| Turquía \| + 9 s \| \| \| 10.º \| Federico Zurlo \| UAE Team Emirates \| + 10 s \| \| |                   |                               |                 |
| |                   |                               |                 |
| Fuente: ProCyclingStats |                   |                               |                 |
| Clasificación general |                   |                               |                 |
| Ciclista | Ciclista          | Equipo                        | Tiempo          |
| 1.º | Sam Bennett       | Bora-Hansgrohe                | 3 h 57 min 16 s |
| 2.º | Marco Benfatto    | Androni-Sidermec-Bottecchia   | + 4 s           |
| 3.º | Edward Theuns     | Trek-Segafredo                | + 6 s           |
| 4.º | Vincenzo Albanese | Bardiani CSF                  | + 7 s           |
| 5.º | Francesco Gavazzi | Androni-Sidermec-Bottecchia   | + 7 s           |
| 6.º | Diego Ulissi      | UAE Team Emirates             | + 8 s           |
| 7.º | Flavio Cardoso    | Soul Brasil                   | + 8 s           |
| 8.º | Alex Turrin       | Wilier Triestina-Selle Italia | + 9 s           |
| 9.º | Muhammet Atalay   | Turquía                       | + 9 s           |
| 10.º | Federico Zurlo    | UAE Team Emirates             | + 10 s          |

### 2.ª etapa
| \| Clasificación de la etapa \| Clasificación de la etapa \| Clasificación de la etapa \| Clasificación de la etapa \| Clasificación de la etapa \| \| Ciclista \| Ciclista \| Equipo \| Tiempo \| \| \| ------------------------- \| ------------------------- \| ----------------------------- \| ------------------------- \| ------------------------- \| \| 1.º \| Sam Bennett \| Bora-Hansgrohe \| 6 h 02 min 06 s \| \| \| 2.º \| Edward Theuns \| Trek-Segafredo \| + 0 s \| \| \| 3.º \| Riccardo Minali \| Astana \| + 0 s \| \| \| 4.º \| Marco Benfatto \| Androni-Sidermec-Bottecchia \| + 0 s \| \| \| 5.º \| Simone Consonni \| UAE Team Emirates \| + 0 s \| \| \| 6.º \| Manuel Belletti \| Wilier Triestina-Selle Italia \| + 0 s \| \| \| 7.º \| Davide Ballerini \| Androni-Sidermec-Bottecchia \| + 0 s \| \| \| 8.º \| Ahmet Örken \| Turquía \| + 0 s \| \| \| 9.º \| Paolo Simion \| Bardiani CSF \| + 0 s \| \| \| 10.º \| František Sisr \| CCC Sprandi Polkowice \| + 2 s \| \| |                  |                               |                 |
| |                  |                               |                 |
| Fuente: ProCyclingStats |                  |                               |                 |
| Clasificación de la etapa |                  |                               |                 |
| Ciclista | Ciclista         | Equipo                        | Tiempo          |
| 1.º | Sam Bennett      | Bora-Hansgrohe                | 6 h 02 min 06 s |
| 2.º | Edward Theuns    | Trek-Segafredo                | + 0 s           |
| 3.º | Riccardo Minali  | Astana                        | + 0 s           |
| 4.º | Marco Benfatto   | Androni-Sidermec-Bottecchia   | + 0 s           |
| 5.º | Simone Consonni  | UAE Team Emirates             | + 0 s           |
| 6.º | Manuel Belletti  | Wilier Triestina-Selle Italia | + 0 s           |
| 7.º | Davide Ballerini | Androni-Sidermec-Bottecchia   | + 0 s           |
| 8.º | Ahmet Örken      | Turquía                       | + 0 s           |
| 9.º | Paolo Simion     | Bardiani CSF                  | + 0 s           |
| 10.º | František Sisr   | CCC Sprandi Polkowice         | + 2 s           |

| \| Clasificación general \| Clasificación general \| Clasificación general \| Clasificación general \| Clasificación general \| \| Ciclista \| Ciclista \| Equipo \| Tiempo \| \| \| --------------------- \| --------------------- \| ----------------------------- \| --------------------- \| --------------------- \| \| 1.º \| Sam Bennett \| Bora-Hansgrohe \| 9 h 59 min 12 s \| \| \| 2.º \| Edward Theuns \| Trek-Segafredo \| + 10 s \| \| \| 3.º \| Marco Benfatto \| Androni-Sidermec-Bottecchia \| + 14 s \| \| \| 4.º \| Riccardo Minali \| Astana \| + 16 s \| \| \| 5.º \| Diego Ulissi \| UAE Team Emirates \| + 19 s \| \| \| 6.º \| Vincenzo Albanese \| Bardiani CSF \| + 19 s \| \| \| 7.º \| Mirco Maestri \| Bardiani CSF \| + 19 s \| \| \| 8.º \| Francesco Gavazzi \| Androni-Sidermec-Bottecchia \| + 19 s \| \| \| 9.º \| Simone Consonni \| UAE Team Emirates \| + 20 s \| \| \| 10.º \| Manuel Belletti \| Wilier Triestina-Selle Italia \| + 20 s \| \| |                   |                               |                 |
| |                   |                               |                 |
| Fuente: ProCyclingStats |                   |                               |                 |
| Clasificación general |                   |                               |                 |
| Ciclista | Ciclista          | Equipo                        | Tiempo          |
| 1.º | Sam Bennett       | Bora-Hansgrohe                | 9 h 59 min 12 s |
| 2.º | Edward Theuns     | Trek-Segafredo                | + 10 s          |
| 3.º | Marco Benfatto    | Androni-Sidermec-Bottecchia   | + 14 s          |
| 4.º | Riccardo Minali   | Astana                        | + 16 s          |
| 5.º | Diego Ulissi      | UAE Team Emirates             | + 19 s          |
| 6.º | Vincenzo Albanese | Bardiani CSF                  | + 19 s          |
| 7.º | Mirco Maestri     | Bardiani CSF                  | + 19 s          |
| 8.º | Francesco Gavazzi | Androni-Sidermec-Bottecchia   | + 19 s          |
| 9.º | Simone Consonni   | UAE Team Emirates             | + 20 s          |
| 10.º | Manuel Belletti   | Wilier Triestina-Selle Italia | + 20 s          |

### 3.ª etapa
| \| Clasificación de la etapa \| Clasificación de la etapa \| Clasificación de la etapa \| Clasificación de la etapa \| Clasificación de la etapa \| \| Ciclista \| Ciclista \| Equipo \| Tiempo \| \| \| ------------------------- \| ------------------------- \| ----------------------------- \| ------------------------- \| ------------------------- \| \| 1.º \| Sam Bennett \| Bora-Hansgrohe \| 3 h 25 min 26 s \| \| \| 2.º \| Edward Theuns \| Trek-Segafredo \| + 0 s \| \| \| 3.º \| Simone Consonni \| UAE Team Emirates \| + 0 s \| \| \| 4.º \| Manuel Belletti \| Wilier Triestina-Selle Italia \| + 0 s \| \| \| 5.º \| Andrea Vendrame \| Androni-Sidermec-Bottecchia \| + 0 s \| \| \| 6.º \| Francesco Gavazzi \| Androni-Sidermec-Bottecchia \| + 0 s \| \| \| 7.º \| Vincenzo Albanese \| Bardiani CSF \| + 0 s \| \| \| 8.º \| Eduard Prades \| Caja Rural-Seguros RGA \| + 0 s \| \| \| 9.º \| Jonas Koch \| CCC Sprandi Polkowice \| + 0 s \| \| \| 10.º \| Ahmet Örken \| Turquía \| + 0 s \| \| |                   |                               |                 |
| |                   |                               |                 |
| Fuente: ProCyclingStats |                   |                               |                 |
| Clasificación de la etapa |                   |                               |                 |
| Ciclista | Ciclista          | Equipo                        | Tiempo          |
| 1.º | Sam Bennett       | Bora-Hansgrohe                | 3 h 25 min 26 s |
| 2.º | Edward Theuns     | Trek-Segafredo                | + 0 s           |
| 3.º | Simone Consonni   | UAE Team Emirates             | + 0 s           |
| 4.º | Manuel Belletti   | Wilier Triestina-Selle Italia | + 0 s           |
| 5.º | Andrea Vendrame   | Androni-Sidermec-Bottecchia   | + 0 s           |
| 6.º | Francesco Gavazzi | Androni-Sidermec-Bottecchia   | + 0 s           |
| 7.º | Vincenzo Albanese | Bardiani CSF                  | + 0 s           |
| 8.º | Eduard Prades     | Caja Rural-Seguros RGA        | + 0 s           |
| 9.º | Jonas Koch        | CCC Sprandi Polkowice         | + 0 s           |
| 10.º | Ahmet Örken       | Turquía                       | + 0 s           |

| \| Clasificación general \| Clasificación general \| Clasificación general \| Clasificación general \| Clasificación general \| \| Ciclista \| Ciclista \| Equipo \| Tiempo \| \| \| --------------------- \| --------------------- \| ----------------------------- \| --------------------- \| --------------------- \| \| 1.º \| Sam Bennett \| Bora-Hansgrohe \| 13 h 24 min 28 s \| \| \| 2.º \| Edward Theuns \| Trek-Segafredo \| + 14 s \| \| \| 3.º \| Simone Consonni \| UAE Team Emirates \| + 26 s \| \| \| 4.º \| Vincenzo Albanese \| Bardiani CSF \| + 29 s \| \| \| 5.º \| Diego Ulissi \| UAE Team Emirates \| + 29 s \| \| \| 6.º \| Francesco Gavazzi \| Androni-Sidermec-Bottecchia \| + 29 s \| \| \| 7.º \| Mirco Maestri \| Bardiani CSF \| + 29 s \| \| \| 8.º \| Manuel Belletti \| Wilier Triestina-Selle Italia \| + 30 s \| \| \| 9.º \| Ahmet Örken \| Turquía \| + 30 s \| \| \| 10.º \| Enrico Barbin \| Bardiani CSF \| + 32 s \| \| |                   |                               |                  |
| |                   |                               |                  |
| Fuente: ProCyclingStats |                   |                               |                  |
| Clasificación general |                   |                               |                  |
| Ciclista | Ciclista          | Equipo                        | Tiempo           |
| 1.º | Sam Bennett       | Bora-Hansgrohe                | 13 h 24 min 28 s |
| 2.º | Edward Theuns     | Trek-Segafredo                | + 14 s           |
| 3.º | Simone Consonni   | UAE Team Emirates             | + 26 s           |
| 4.º | Vincenzo Albanese | Bardiani CSF                  | + 29 s           |
| 5.º | Diego Ulissi      | UAE Team Emirates             | + 29 s           |
| 6.º | Francesco Gavazzi | Androni-Sidermec-Bottecchia   | + 29 s           |
| 7.º | Mirco Maestri     | Bardiani CSF                  | + 29 s           |
| 8.º | Manuel Belletti   | Wilier Triestina-Selle Italia | + 30 s           |
| 9.º | Ahmet Örken       | Turquía                       | + 30 s           |
| 10.º | Enrico Barbin     | Bardiani CSF                  | + 32 s           |

### 4.ª etapa
| \| Clasificación de la etapa \| Clasificación de la etapa \| Clasificación de la etapa \| Clasificación de la etapa \| Clasificación de la etapa \| \| Ciclista \| Ciclista \| Equipo \| Tiempo \| \| \| ------------------------- \| ------------------------- \| ----------------------------- \| ------------------------- \| ------------------------- \| \| 1.º \| Diego Ulissi \| UAE Team Emirates \| 5 h 36 min 03 s \| \| \| 2.º \| Jesper Hansen \| Astana \| + 5 s \| \| \| 3.º \| Daniel Felipe Martínez \| Wilier Triestina-Selle Italia \| + 9 s \| \| \| 4.º \| Fausto Masnada \| Androni-Sidermec-Bottecchia \| + 11 s \| \| \| 5.º \| Yonder Godoy \| Wilier Triestina-Selle Italia \| + 17 s \| \| \| 6.º \| Ildar Arslanov \| Gazprom-RusVelo \| + 17 s \| \| \| 7.º \| Francesco Gavazzi \| Androni-Sidermec-Bottecchia \| + 32 s \| \| \| 8.º \| Gregor Mühlberger \| Bora-Hansgrohe \| + 32 s \| \| \| 9.º \| Przemysław Niemiec \| UAE Team Emirates \| + 34 s \| \| \| 10.º \| Andrey Zeits \| Astana \| + 37 s \| \| |                        |                               |                 |
| |                        |                               |                 |
| Fuente: ProCyclingStats |                        |                               |                 |
| Clasificación de la etapa |                        |                               |                 |
| Ciclista | Ciclista               | Equipo                        | Tiempo          |
| 1.º | Diego Ulissi           | UAE Team Emirates             | 5 h 36 min 03 s |
| 2.º | Jesper Hansen          | Astana                        | + 5 s           |
| 3.º | Daniel Felipe Martínez | Wilier Triestina-Selle Italia | + 9 s           |
| 4.º | Fausto Masnada         | Androni-Sidermec-Bottecchia   | + 11 s          |
| 5.º | Yonder Godoy           | Wilier Triestina-Selle Italia | + 17 s          |
| 6.º | Ildar Arslanov         | Gazprom-RusVelo               | + 17 s          |
| 7.º | Francesco Gavazzi      | Androni-Sidermec-Bottecchia   | + 32 s          |
| 8.º | Gregor Mühlberger      | Bora-Hansgrohe                | + 32 s          |
| 9.º | Przemysław Niemiec     | UAE Team Emirates             | + 34 s          |
| 10.º | Andrey Zeits           | Astana                        | + 37 s          |

| \| Clasificación general \| Clasificación general \| Clasificación general \| Clasificación general \| Clasificación general \| \| Ciclista \| Ciclista \| Equipo \| Tiempo \| \| \| --------------------- \| ---------------------- \| ----------------------------- \| --------------------- \| --------------------- \| \| 1.º \| Diego Ulissi \| UAE Team Emirates \| 19 h 00 min 50 s \| \| \| 2.º \| Jesper Hansen \| Astana \| + 12 s \| \| \| 3.º \| Fausto Masnada \| Androni-Sidermec-Bottecchia \| + 24 s \| \| \| 4.º \| Daniel Felipe Martínez \| Wilier Triestina-Selle Italia \| + 29 s \| \| \| 5.º \| Yonder Godoy \| Wilier Triestina-Selle Italia \| + 30 s \| \| \| 6.º \| Ildar Arslanov \| Gazprom-RusVelo \| + 30 s \| \| \| 7.º \| Francesco Gavazzi \| Androni-Sidermec-Bottecchia \| + 42 s \| \| \| 8.º \| Gregor Mühlberger \| Bora-Hansgrohe \| + 45 s \| \| \| 9.º \| Przemysław Niemiec \| UAE Team Emirates \| + 47 s \| \| \| 10.º \| Andrey Zeits \| Astana \| + 50 s \| \| |                        |                               |                  |
| |                        |                               |                  |
| Fuente: ProCyclingStats |                        |                               |                  |
| Clasificación general |                        |                               |                  |
| Ciclista | Ciclista               | Equipo                        | Tiempo           |
| 1.º | Diego Ulissi           | UAE Team Emirates             | 19 h 00 min 50 s |
| 2.º | Jesper Hansen          | Astana                        | + 12 s           |
| 3.º | Fausto Masnada         | Androni-Sidermec-Bottecchia   | + 24 s           |
| 4.º | Daniel Felipe Martínez | Wilier Triestina-Selle Italia | + 29 s           |
| 5.º | Yonder Godoy           | Wilier Triestina-Selle Italia | + 30 s           |
| 6.º | Ildar Arslanov         | Gazprom-RusVelo               | + 30 s           |
| 7.º | Francesco Gavazzi      | Androni-Sidermec-Bottecchia   | + 42 s           |
| 8.º | Gregor Mühlberger      | Bora-Hansgrohe                | + 45 s           |
| 9.º | Przemysław Niemiec     | UAE Team Emirates             | + 47 s           |
| 10.º | Andrey Zeits           | Astana                        | + 50 s           |

### 5.ª etapa
| \| Clasificación de la etapa \| Clasificación de la etapa \| Clasificación de la etapa \| Clasificación de la etapa \| Clasificación de la etapa \| \| Ciclista \| Ciclista \| Equipo \| Tiempo \| \| \| ------------------------- \| ------------------------- \| ---------------------------- \| ------------------------- \| ------------------------- \| \| 1.º \| Sam Bennett \| Bora-Hansgrohe \| 4 h 06 min 51 s \| \| \| 2.º \| Ahmet Örken \| Turquía \| + 0 s \| \| \| 3.º \| Simone Consonni \| UAE Team Emirates \| + 0 s \| \| \| 4.º \| Edward Theuns \| Trek-Segafredo \| + 0 s \| \| \| 5.º \| Michał Paluta \| CCC Sprandi Polkowice \| + 0 s \| \| \| 6.º \| Riccardo Minali \| Astana \| + 0 s \| \| \| 7.º \| Boy van Poppel \| Trek-Segafredo \| + 0 s \| \| \| 8.º \| Davide Ballerini \| Androni-Sidermec-Bottecchia \| + 0 s \| \| \| 9.º \| Francesco Gavazzi \| Androni-Sidermec-Bottecchia \| + 0 s \| \| \| 10.º \| Grégory Habeaux \| WB-Veranclassic-Aqua Protect \| + 0 s \| \| |                   |                              |                 |
| |                   |                              |                 |
| Fuente: ProCyclingStats |                   |                              |                 |
| Clasificación de la etapa |                   |                              |                 |
| Ciclista | Ciclista          | Equipo                       | Tiempo          |
| 1.º | Sam Bennett       | Bora-Hansgrohe               | 4 h 06 min 51 s |
| 2.º | Ahmet Örken       | Turquía                      | + 0 s           |
| 3.º | Simone Consonni   | UAE Team Emirates            | + 0 s           |
| 4.º | Edward Theuns     | Trek-Segafredo               | + 0 s           |
| 5.º | Michał Paluta     | CCC Sprandi Polkowice        | + 0 s           |
| 6.º | Riccardo Minali   | Astana                       | + 0 s           |
| 7.º | Boy van Poppel    | Trek-Segafredo               | + 0 s           |
| 8.º | Davide Ballerini  | Androni-Sidermec-Bottecchia  | + 0 s           |
| 9.º | Francesco Gavazzi | Androni-Sidermec-Bottecchia  | + 0 s           |
| 10.º | Grégory Habeaux   | WB-Veranclassic-Aqua Protect | + 0 s           |

| \| Clasificación general \| Clasificación general \| Clasificación general \| Clasificación general \| Clasificación general \| \| Ciclista \| Ciclista \| Equipo \| Tiempo \| \| \| --------------------- \| ---------------------- \| ----------------------------- \| --------------------- \| --------------------- \| \| 1.º \| Diego Ulissi \| UAE Team Emirates \| 23 h 07 min 41 s \| \| \| 2.º \| Jesper Hansen \| Astana \| + 12 s \| \| \| 3.º \| Fausto Masnada \| Androni-Sidermec-Bottecchia \| + 24 s \| \| \| 4.º \| Daniel Felipe Martínez \| Wilier Triestina-Selle Italia \| + 29 s \| \| \| 5.º \| Yonder Godoy \| Wilier Triestina-Selle Italia \| + 30 s \| \| \| 6.º \| Ildar Arslanov \| Gazprom-RusVelo \| + 30 s \| \| \| 7.º \| Francesco Gavazzi \| Androni-Sidermec-Bottecchia \| + 42 s \| \| \| 8.º \| Przemysław Niemiec \| UAE Team Emirates \| + 47 s \| \| \| 9.º \| Andrey Zeits \| Astana \| + 50 s \| \| \| 10.º \| Jarlinson Pantano \| Trek-Segafredo \| + 1 min 03 s \| \| |                        |                               |                  |
| |                        |                               |                  |
| Fuente: ProCyclingStats |                        |                               |                  |
| Clasificación general |                        |                               |                  |
| Ciclista | Ciclista               | Equipo                        | Tiempo           |
| 1.º | Diego Ulissi           | UAE Team Emirates             | 23 h 07 min 41 s |
| 2.º | Jesper Hansen          | Astana                        | + 12 s           |
| 3.º | Fausto Masnada         | Androni-Sidermec-Bottecchia   | + 24 s           |
| 4.º | Daniel Felipe Martínez | Wilier Triestina-Selle Italia | + 29 s           |
| 5.º | Yonder Godoy           | Wilier Triestina-Selle Italia | + 30 s           |
| 6.º | Ildar Arslanov         | Gazprom-RusVelo               | + 30 s           |
| 7.º | Francesco Gavazzi      | Androni-Sidermec-Bottecchia   | + 42 s           |
| 8.º | Przemysław Niemiec     | UAE Team Emirates             | + 47 s           |
| 9.º | Andrey Zeits           | Astana                        | + 50 s           |
| 10.º | Jarlinson Pantano      | Trek-Segafredo                | + 1 min 03 s     |

### 6.ª etapa
| \| Clasificación de la etapa \| Clasificación de la etapa \| Clasificación de la etapa \| Clasificación de la etapa \| Clasificación de la etapa \| \| Ciclista \| Ciclista \| Equipo \| Tiempo \| \| \| ------------------------- \| ------------------------- \| ----------------------------- \| ------------------------- \| ------------------------- \| \| 1.º \| Edward Theuns \| Trek-Segafredo \| 3 h 24 min 32 s \| \| \| 2.º \| Matteo Pelucchi \| Bora-Hansgrohe \| + 0 s \| \| \| 3.º \| Francesco Gavazzi \| Androni-Sidermec-Bottecchia \| + 0 s \| \| \| 4.º \| Jarlinson Pantano \| Trek-Segafredo \| + 0 s \| \| \| 5.º \| Davide Ballerini \| Androni-Sidermec-Bottecchia \| + 0 s \| \| \| 6.º \| Diego Ulissi \| UAE Team Emirates \| + 0 s \| \| \| 7.º \| Riccardo Minali \| Astana \| + 0 s \| \| \| 8.º \| Vincenzo Albanese \| Bardiani CSF \| + 0 s \| \| \| 9.º \| Manuel Belletti \| Wilier Triestina-Selle Italia \| + 0 s \| \| \| 10.º \| Simone Consonni \| UAE Team Emirates \| + 0 s \| \| |                   |                               |                 |
| |                   |                               |                 |
| Fuente: ProCyclingStats |                   |                               |                 |
| Clasificación de la etapa |                   |                               |                 |
| Ciclista | Ciclista          | Equipo                        | Tiempo          |
| 1.º | Edward Theuns     | Trek-Segafredo                | 3 h 24 min 32 s |
| 2.º | Matteo Pelucchi   | Bora-Hansgrohe                | + 0 s           |
| 3.º | Francesco Gavazzi | Androni-Sidermec-Bottecchia   | + 0 s           |
| 4.º | Jarlinson Pantano | Trek-Segafredo                | + 0 s           |
| 5.º | Davide Ballerini  | Androni-Sidermec-Bottecchia   | + 0 s           |
| 6.º | Diego Ulissi      | UAE Team Emirates             | + 0 s           |
| 7.º | Riccardo Minali   | Astana                        | + 0 s           |
| 8.º | Vincenzo Albanese | Bardiani CSF                  | + 0 s           |
| 9.º | Manuel Belletti   | Wilier Triestina-Selle Italia | + 0 s           |
| 10.º | Simone Consonni   | UAE Team Emirates             | + 0 s           |

## Clasificaciones finales
- Las clasificaciones finalizaron de la siguiente forma:[3]

### Clasificación general
| \| Clasificación general \| Clasificación general \| Clasificación general \| Clasificación general \| Clasificación general \| \| Ciclista \| Ciclista \| Equipo \| Tiempo \| \| \| --------------------- \| ---------------------- \| ----------------------------- \| --------------------- \| --------------------- \| \| 1.º \| Diego Ulissi \| UAE Team Emirates \| 26 h 32 min 13 s \| \| \| 2.º \| Jesper Hansen \| Astana \| + 12 s \| \| \| 3.º \| Fausto Masnada \| Androni-Sidermec-Bottecchia \| + 24 s \| \| \| 4.º \| Daniel Felipe Martínez \| Wilier Triestina-Selle Italia \| + 29 s \| \| \| 5.º \| Ildar Arslanov \| Gazprom-RusVelo \| + 30 s \| \| \| 6.º \| Yonder Godoy \| Wilier Triestina-Selle Italia \| + 30 s \| \| \| 7.º \| Francesco Gavazzi \| Androni-Sidermec-Bottecchia \| + 38 s \| \| \| 8.º \| Przemysław Niemiec \| UAE Team Emirates \| + 47 s \| \| \| 9.º \| Andrey Zeits \| Astana \| + 50 s \| \| \| 10.º \| Jarlinson Pantano \| Trek-Segafredo \| + 1 min 03 s \| \| |                        |                               |                  |
| |                        |                               |                  |
| Fuente: ProCyclingStats |                        |                               |                  |
| Clasificación general |                        |                               |                  |
| Ciclista | Ciclista               | Equipo                        | Tiempo           |
| 1.º | Diego Ulissi           | UAE Team Emirates             | 26 h 32 min 13 s |
| 2.º | Jesper Hansen          | Astana                        | + 12 s           |
| 3.º | Fausto Masnada         | Androni-Sidermec-Bottecchia   | + 24 s           |
| 4.º | Daniel Felipe Martínez | Wilier Triestina-Selle Italia | + 29 s           |
| 5.º | Ildar Arslanov         | Gazprom-RusVelo               | + 30 s           |
| 6.º | Yonder Godoy           | Wilier Triestina-Selle Italia | + 30 s           |
| 7.º | Francesco Gavazzi      | Androni-Sidermec-Bottecchia   | + 38 s           |
| 8.º | Przemysław Niemiec     | UAE Team Emirates             | + 47 s           |
| 9.º | Andrey Zeits           | Astana                        | + 50 s           |
| 10.º | Jarlinson Pantano      | Trek-Segafredo                | + 1 min 03 s     |

### Clasificación por puntos
| Clasificación por puntos | Clasificación por puntos | Clasificación por puntos      | Clasificación por puntos | Clasificación por puntos |
| Ciclista                 | Ciclista                 | Equipo                        | Puntos                   |                          |
| ------------------------ | ------------------------ | ----------------------------- | ------------------------ | ------------------------ |
| 1.º                      | Edward Theuns            | Trek-Segafredo                | 68 pts                   |                          |
| 2.º                      | Sam Bennett              | Bora-Hansgrohe                | 60 pts                   |                          |
| 3.º                      | Simone Consonni          | UAE Team Emirates             | 52 pts                   |                          |
| 4.º                      | Francesco Gavazzi        | Androni-Sidermec-Bottecchia   | 44 pts                   |                          |
| 5.º                      | Riccardo Minali          | Astana                        | 42 pts                   |                          |
| 6.º                      | Manuel Belletti          | Wilier Triestina-Selle Italia | 35 pts                   |                          |
| 7.º                      | Diego Ulissi             | UAE Team Emirates             | 33 pts                   |                          |
| 8.º                      | Davide Ballerini         | Androni-Sidermec-Bottecchia   | 33 pts                   |                          |
| 9.º                      | Ahmet Örken              | Turquía                       | 28 pts                   |                          |
| 10.º                     | Matteo Pelucchi          | Bora-Hansgrohe                | 27 pts                   |                          |

### Clasificación de la montaña
| Clasificación de la montaña | Clasificación de la montaña | Clasificación de la montaña   | Clasificación de la montaña | Clasificación de la montaña |
| Ciclista                    | Ciclista                    | Equipo                        | Puntos                      |                             |
| --------------------------- | --------------------------- | ----------------------------- | --------------------------- | --------------------------- |
| 1.º                         | Mirco Maestri               | Bardiani CSF                  | 14 pts                      |                             |
| 2.º                         | Danilo Celano               | Caja Rural-Seguros RGA        | 12 pts                      |                             |
| 3.º                         | Alessandro Tonelli          | Bardiani CSF                  | 8 pts                       |                             |
| 4.º                         | Thomas Deruette             | WB-Veranclassic-Aqua Protect  | 7 pts                       |                             |
| 5.º                         | Diego Ulissi                | UAE Team Emirates             | 5 pts                       |                             |
| 6.º                         | Ilia Koshevoy               | Wilier Triestina-Selle Italia | 5 pts                       |                             |
| 7.º                         | Daniel Felipe Martínez      | Wilier Triestina-Selle Italia | 5 pts                       |                             |
| 8.º                         | Alberto Cecchin             | Wilier Triestina-Selle Italia | 5 pts                       |                             |
| 9.º                         | Enrico Barbin               | Bardiani CSF                  | 4 pts                       |                             |
| 10.º                        | Onur Balkan                 | Turquía                       | 4 pts                       |                             |

### Clasificación del mejor joven
| Clasificación del mejor joven | Clasificación del mejor joven | Clasificación del mejor joven | Clasificación del mejor joven | Clasificación del mejor joven |
| Ciclista                      | Ciclista                      | Equipo                        | Tiempo                        |                               |
| ----------------------------- | ----------------------------- | ----------------------------- | ----------------------------- | ----------------------------- |
| 1.º                           | Daniel Felipe Martínez        | Wilier Triestina-Selle Italia | 26 h 32 min 42 s              |                               |
| 2.º                           | Piotr Brożyna                 | CCC Sprandi Polkowice         | + 1 min 59 s                  |                               |
| 3.º                           | Michał Paluta                 | CCC Sprandi Polkowice         | + 3 min 28 s                  |                               |
| 4.º                           | Vincenzo Albanese             | Bardiani CSF                  | + 4 min 00 s                  |                               |
| 5.º                           | Riccardo Minali               | Astana                        | + 12 min 21 s                 |                               |
| 6.º                           | Onur Balkan                   | Turquía                       | + 20 min 57 s                 |                               |
| 7.º                           | Thomas Deruette               | WB-Veranclassic-Aqua Protect  | + 21 min 55 s                 |                               |
| 8.º                           | Kamil Małecki                 | CCC Sprandi Polkowice         | + 27 min 32 s                 |                               |
| 9.º                           | Jimmy Duquennoy               | WB-Veranclassic-Aqua Protect  | + 27 min 53 s                 |                               |
| 10.º                          | Batuhan Özgür                 | Turquía                       | + 29 min 32 s                 |                               |

### Clasificación por equipos
| Clasificación por equipos | Clasificación por equipos     | Clasificación por equipos | Clasificación por equipos |
| Equipo                    | Equipo                        | Tiempo                    |                           |
| ------------------------- | ----------------------------- | ------------------------- | ------------------------- |
| 1.º                       | Wilier Triestina-Selle Italia | 79 h 38 min 32 s          |                           |
| 2.º                       | UAE Team Emirates             | + 21 s                    |                           |
| 3.º                       | Bora-Hansgrohe                | + 1 min 27 s              |                           |
| 4.º                       | Astana                        | + 1 min 41 s              |                           |
| 5.º                       | Caja Rural-Seguros RGA        | + 2 min 02 s              |                           |
| 6.º                       | Gazprom-RusVelo               | + 2 min 12 s              |                           |
| 7.º                       | Trek-Segafredo                | + 2 min 32 s              |                           |
| 8.º                       | Androni Giocattoli            | + 3 min 24 s              |                           |
| 9.º                       | Bardiani CSF                  | + 4 min 11 s              |                           |
| 10.º                      | CCC Sprandi Polkowice         | + 4 min 18 s              |                           |

## Evolución de las clasificaciones
| Etapa                   | Vencedor                | Clasificación general | Clasificación por puntos | Clasificación de la montaña | Clasificación de los jóvenes | Clasificación por equipos   |
| ----------------------- | ----------------------- | --------------------- | ------------------------ | --------------------------- | ---------------------------- | --------------------------- |
| 1.ª                     | Sam Bennett             | Sam Bennett           | Sam Bennett              | Enrico Barbin               | Marco Benfatto               | Androni-Sidermec-Bottecchia |
| 2.ª                     | Sam Bennett             | Sam Bennett           | Sam Bennett              | Mirco Maestri               | Riccardo Minali              | Androni-Sidermec-Bottecchia |
| 3.ª                     | Sam Bennett             | Sam Bennett           | Sam Bennett              | Mirco Maestri               | Vincenzo Albanese            | Androni-Sidermec-Bottecchia |
| 4.ª                     | Diego Ulissi            | Diego Ulissi          | Sam Bennett              | Danilo Celano               | Daniel Felipe Martínez       | Wilier Selle Italia         |
| 5.ª                     | Sam Bennett             | Diego Ulissi          | Sam Bennett              | Mirco Maestri               | Daniel Felipe Martínez       | Wilier Selle Italia         |
| 6.ª                     | Edward Theuns           | Diego Ulissi          | Edward Theuns            | Mirco Maestri               | Daniel Felipe Martínez       | Wilier Selle Italia         |
| Clasificaciones finales | Clasificaciones finales | Diego Ulissi          | Edward Theuns            | Mirco Maestri               | Daniel Felipe Martínez       | Wilier Selle Italia         |

## UCI World Ranking
El Tour de Turquía otorgó puntos para el UCI WorldTour 2017 y el UCI World Ranking, este último para corredores de los equipos en las categorías UCI ProTeam, Profesional Continental y Continental. Las siguientes tablas son el baremo de puntuación y los corredores que obtuvieron puntos:
| Posición              | 1.º | 2.º | 3.º | 4.º | 5.º | 6.º | 7.º | 8.º | 9.º | 10.º | 11.º | 12.º | 13.º | 14.º | 15.º-20.º | 21.º-30.º | 31.º-50.º | 51.º-55.º | 56.º-60.º |
| Clasificación general | 300 | 250 | 215 | 175 | 120 | 115 | 95  | 75  | 60  | 50   | 40   | 35   | 30   | 25   | 20        | 12        | 5         | 2         | 1         |
| Por etapa             | 40  | 15  | 6   |     |     |     |     |     |     |      |      |      |      |      |           |           |           |           |           |
| Líder                 | 6   |     |     |     |     |     |     |     |     |      |      |      |      |      |           |           |           |           |           |

| Clasificación |                        |                             |         |       |       |       |
| Posición      | Ciclista               | Equipo                      | General | Etapa | Líder | Total |
| ------------- | ---------------------- | --------------------------- | ------- | ----- | ----- | ----- |
| 1.º           | Diego Ulissi           | UAE Emirates                | 300     | 40    | 12    | 352   |
| 2.º           | Jesper Hansen          | Astana                      | 250     | 15    | -     | 265   |
| 3.º           | Fausto Masnada         | Androni-Sidermec-Bottecchia | 215     | -     | -     | 215   |
| 4.º           | Daniel Felipe Martínez | Wilier Selle Italia         | 175     | 6     | -     | 181   |
| 5.º           | Sam Bennett            | Bora-Hansgrohe              | 2       | 160   | 18    | 180   |
| 6.º           | Edward Theuns          | Trek-Segafredo              | 50      | 76    | -     | 126   |
| 7.º           | Francesco Gavazzi      | Androni-Sidermec-Bottecchia | 115     | 6     | -     | 121   |
| 8.º           | Ildar Arslanov         | Gazprom-RusVelo             | 120     | -     | -     | 120   |
| 9.º           | Andrey Zeits           | Astana                      | 95      | -     | -     | 95    |
| 10.º          | Jarlinson Pantano      | Trek-Segafredo              | 75      | -     | -     | 75    |